# 赫魯希夫卡 (第聶伯羅區)
48°13′40″N 34°27′33″E / 48.22778°N 34.45917°E
赫魯希夫卡（羅馬化：Hrushivka）是烏克蘭中部的村莊，隸屬第聶伯羅彼得羅夫斯克州的第聶伯羅區。該村處於赫魯希夫卡河左岸，距離貝雷茲努瓦蒂夫卡、康斯坦丁尼夫卡和什馬科韋2公里，海拔高度80米，2001年人口131。